# Megaselia caudifera
Megaselia caudifera är en tvåvingeart som beskrevs av Rudolf Beyer 1965. Megaselia caudifera ingår i släktet Megaselia och familjen puckelflugor. Inga underarter finns listade i Catalogue of Life.